# Eduardo Frei Montalva
Eduardo Nicanor Frei Montalva (Santiago, 11 januari 1911 – Santiago, 22 januari 1982) was president van Chili van 1964 tot 1970.

## Biografie
Frei Montalva was aanvankelijk lid van de Conservatieve Partij van Chili, maar was teleurgesteld over haar beleid. In 1938 brak hij met de Conservatieve Partij en stichtte de Nationale Falange Partij. De Nationale Falange was anti-fascistisch, christendemocratisch en streefde naar een sociaal beleid. In 1941 werd hij tot voorzitter van Nationale Falange gekozen.
Frei Montalva was minister van Publieke Werken van 1945 tot 1946 en van 1946 tot 1949. In 1949 werd hij senator. Als senator zette hij zich in voor een verregaand sociaal beleid, maar keerde zich tegen het wetenschappelijk socialisme van de Socialistische Partij van Chili.
In 1957 fuseerde Frei's Nationale Falange Partij met de Sociaal Christelijke Conservatieven tot de Christen Democratische Partij van Chili. Als voorzitter van de Christen Democratische Partij zorgde hij ervoor dat de partij een vooruitstrevende koers ging varen.

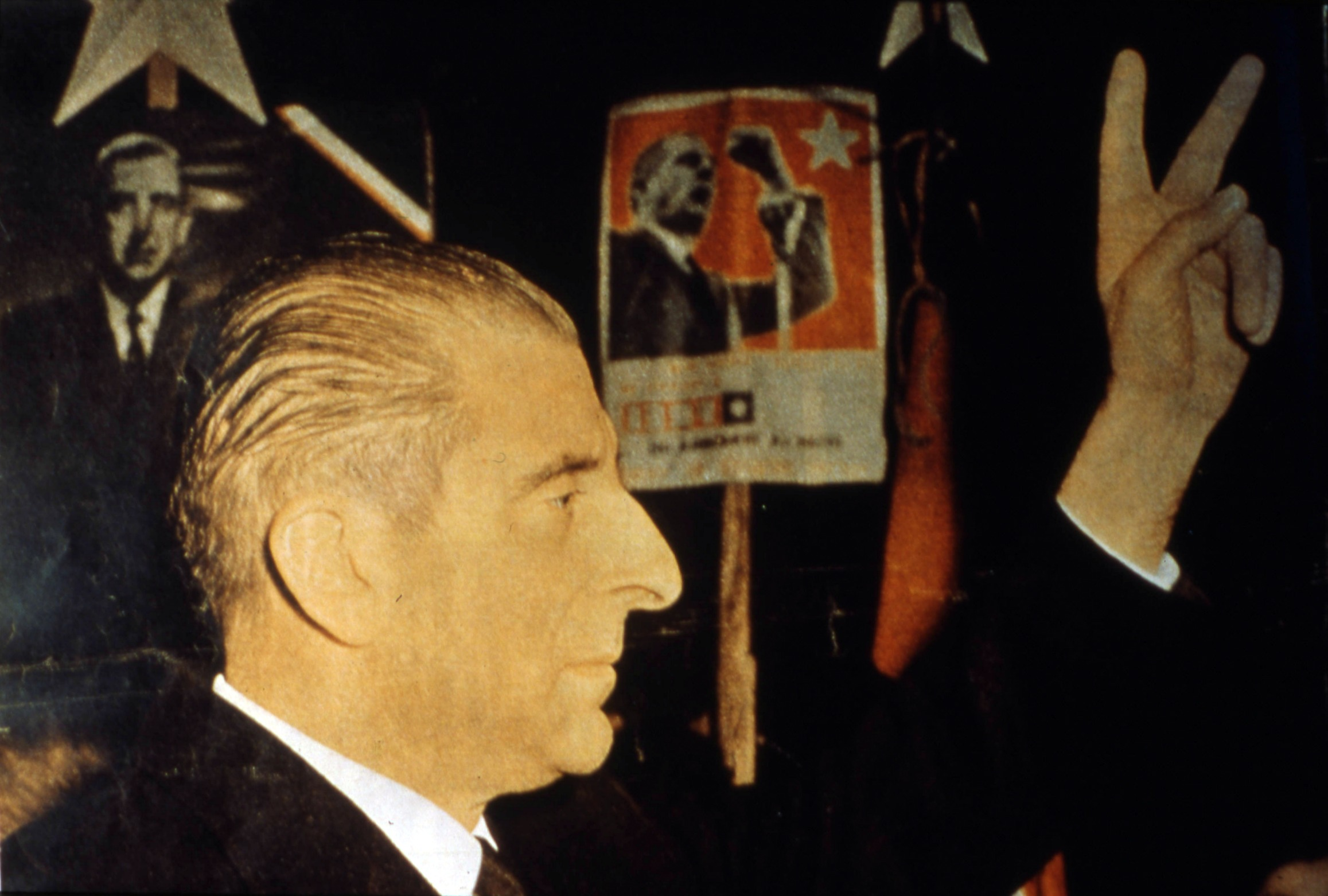
Montalva tijdens de campagne van 1964

In 1958 was hij presidentskandidaat maar hij werd verslagen door de conservatief Jorge Alessandri. Bij de presidentsverkiezingen van 1964 werd hij wel tot president gekozen.

### Presidentschap (1964-1970)
Als president voerde hij een politiek van "chilenisatie", dat wil zeggen, het dienstbaar maken van buitenlandse (Amerikaanse) bedrijven aan de Chileense bevolking. De staat nam in het kader van "chilenisatie" een meerderheidsaandeel van meerdere grote bedrijven. Onder de slogan "Revolutie in Vrijheid" werden diverse hervormingen doorgevoerd. Grote landhervormingen, die Frei tijdens zijn verkiezingscampagne beloofde, bleven echter (om onduidelijke redenen) achterwege.
In 1970 werd Salvador Allende, de oppositiekandidaat van de Socialistische Partij van Chili tot president van Chili gekozen. De Christen Democratische Partij ging in de oppositie, maar steunde verscheidene hervormingen van Allende. Later begon Frei zich tegen Allende te keren en noemde diens beleid "een totalitair project".

### Na zijn presidentschap

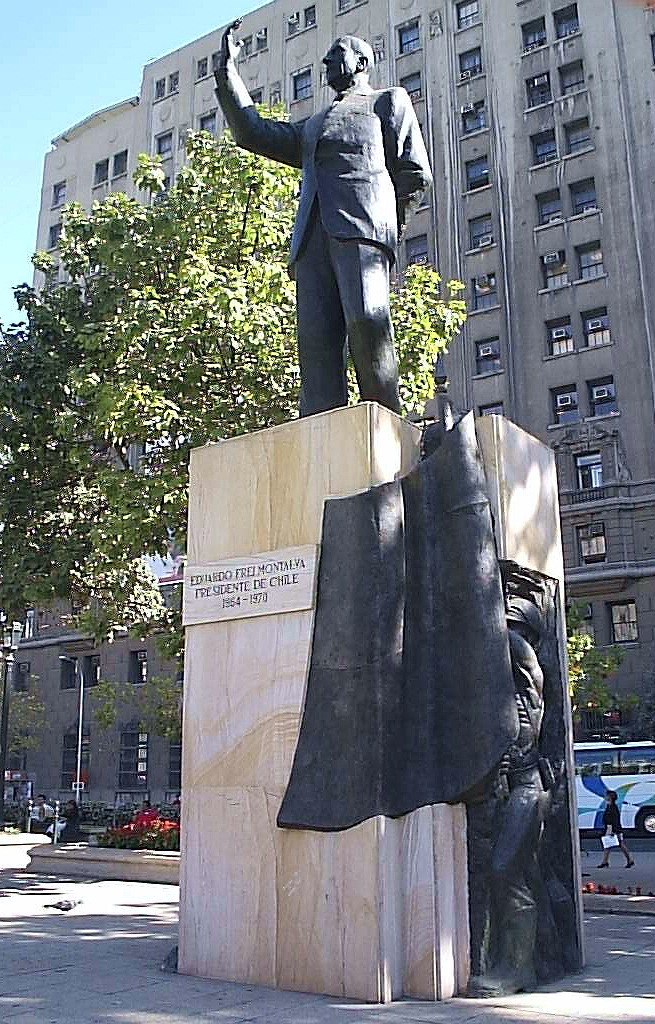

In 1973 stelde hij zich positief op tegenover de coupplegers onder leiding van generaal Augusto Pinochet. Toen de uitwassen van de rechtse dictatuur van Pinochet hem bekend werden, keerde hij zich echter tegen Pinochet en diens junta en voerde Frei een actieve oppositie.

### Doodsoorzaak
Frei Montalva stierf in 1982 onder verdachte omstandigheden aan een maagaandoening. Zijn dood was steeds onderwerp van discussie. De familie startte een rechtsprocedure tegen de Chileense overheid nadat Belgische onderzoekers van de Universiteit van Gent in 2006 gerapporteerd hadden dat er mosterdgas in het stoffelijk overschot van Frei was aangetroffen. In december 2009 stelde een rechtbank vast dat Frei inderdaad vermoord was op instigatie van het regime van Pinochet. Vier of zes personen, onder wie Raul Lillo, Luis Berrera en de artsen Patricio Silva en Pedro Valdivia, werden gearresteerd.
Zijn zoon Eduardo Frei Ruiz-Tagle was van 1994 tot 2000 president van Chili.